# Jasmon
Jasmon je  organická sloučenina vyskytující se v jasmínovém oleji, v čistém stavu jde o světle žlutou kapalinu. Vytváří dva izomery, lišících se geometrií na pentenylové dvojné vazbě: jako cis-jasmon a trans-jasmon. V přírodě se vyskytuje pouze cis-izomer, syntetický jasmon ale často obsahuje oba, s převahou cis-jasmonu. Oba izomery mají podobné chemické vlastnosti i podobnou vůni. Strukturu jasmonu objasnil Lavoslav Ružička.
V rostlinách se jasmon vytváří dekarboxylací kyseliny jasmonové.
Jasmon může přitahovat i odpuzovat různé druhy hmyzu. Používá se jako složka parfémů a kosmetických přípravků.